# Heteropoda mediocris
Heteropoda mediocris este o specie de păianjeni din genul Heteropoda, familia Sparassidae, descrisă de Simon, 1880. Conform Catalogue of Life specia Heteropoda mediocris nu are subspecii cunoscute.